# Río Vetluga
El río Vetluga (en ruso: Ветлуга; en mari: Втла Vütla) es un largo río de la Rusia europea, uno de los grandes afluentes del río Volga. Su longitud total es 889 km y su cuenca drena una superficie de 39.400 km² (un poco mayor que Suiza).
Administrativamente, el río discurre por el Óblast de Kírov, el Óblast de Kostromá, el Óblast de Nizhny Nóvgorod y la República de Mari-El, en la Federación de Rusia.

## Geografía

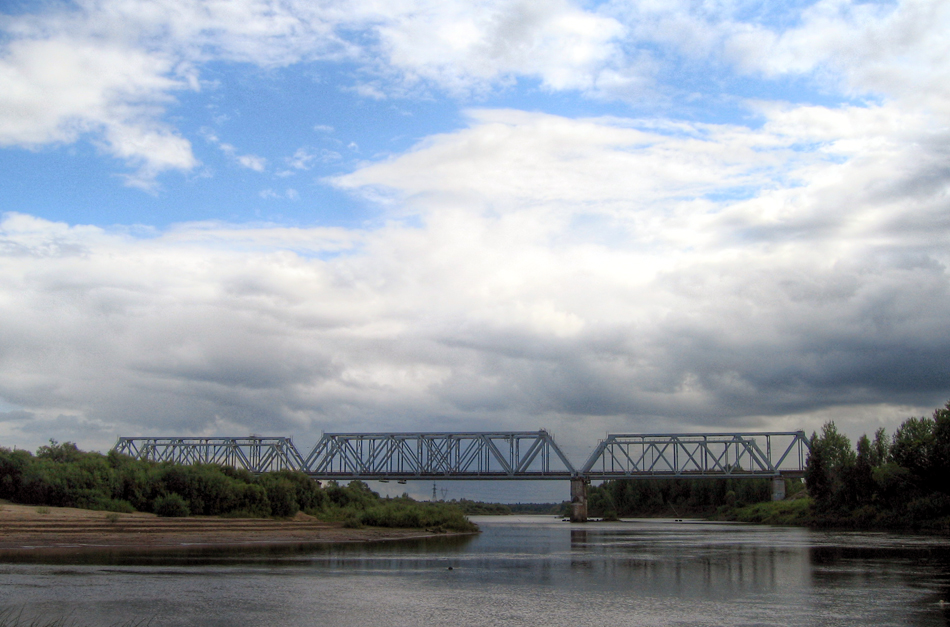
Puente sobre el río Vetluga cerca de Šarja

El río Vetluga nace en la parte occidental del Óblast de Kirov, muy cerca de la localidad de Lenisnkoe. Discurre primero en un corto tramo en dirección Noreste, para girar progresivamente hacia el Oeste y adentrarse en el óblast de Kostromá por su parte nororiental. Sigue todavía hacia el Oeste, en un tramo en el que recibe por la izquierda las aguas del río Vohma y, en las proximidades de la localidad de Verhnespasskoe vira ya hacia el Sur. Recibe por la izquierda los ríos Bolshoi Sanga y al Neja, pasa cerca de Shariá y abandona Kostromá para entrar en el Óblast de Nizhny Nóvgorod por su extremo Norte. El río atraviesa toda la provincia por su parte oriental, bañando las localidades de Vetluga, Vetlužskij y Voskresenskoe, donde el río gira un poco en dirección Sureste. Al poco, abandona Nizhny Nóvgorod y se interna en la República de Mari-El por su parte Noroccidental. Desemboca pocas decenas de kilómetros aguas abajo en la cola del embalse de la presa de Cheboksary, construida en 1980. El embalse tiene un lago de 2100 km² y una potencia instalada de 3.280 MkWh. En la orilla opuesta a su desembocadura se encuentra la localidad de Kozmodemjansk.
Los principales afluentes, por la izquierda, son los ríos Neja, el Bol'šaja Kaksi, Juronga y Usta, el más importante, con una longitud de 253 km, una cuenca de 6.030 km² y un caudal de 28 m³/s a 47 km de la boca); y, por la derecha, los ríos Vochma (219 km y una cuenca de 5.560 km²) y Ljunda. 
El río, al igual que casi todos los ríos de Rusia, sufre de largos períodos de heladas (noviembre / diciembre a marzo / abril); en otros meses, es navegable desde la desembocadura de río arriba unos 700 km hasta la confluencia con el Vohma.